# Spannungsdeviator
Als Spannungsdeviator {\displaystyle {\underline {\underline {s}}}} (lateinisch Abweichler) wird der Teil des Spannungstensors {\displaystyle {\underline {\underline {\sigma }}}} (bzw. seiner Matrixdarstellung) bezeichnet, der vom hydrostatischen Anteil abweicht. Damit ist der Spannungsdeviator selbst wieder ein Tensor, der in Matrixform dargestellt werden kann, und der für die Technische Mechanik (oder allgemeiner gefasst für die Kontinuumsmechanik) eine wesentliche Rolle zur Beschreibung eines lokalen Beanspruchungszustands spielt.

## Definition
Die mittlere Normalspannung
{\displaystyle \sigma _{m}={\frac {\sigma _{x}+\sigma _{y}+\sigma _{z}}{3}}}
ist ein Drittel der Spur des Spannungstensors (bzw. der ihm entsprechenden Matrix).
Der Spannungsdeviator folgt somit zu:
{\displaystyle {\underline {\underline {s}}}={\begin{bmatrix}\sigma _{x}&\tau _{xy}&\tau _{xz}\\\tau _{yx}&\sigma _{y}&\tau _{yz}\\\tau _{zx}&\tau _{zy}&\sigma _{z}\end{bmatrix}}-{\begin{bmatrix}\sigma _{m}&0&0\\0&\sigma _{m}&0\\0&0&\sigma _{m}\end{bmatrix}}={\begin{bmatrix}\sigma _{x}-\sigma _{m}&\tau _{xy}&\tau _{xz}\\\tau _{yx}&\sigma _{y}-\sigma _{m}&\tau _{yz}\\\tau _{zx}&\tau _{zy}&\sigma _{z}-\sigma _{m}\end{bmatrix}}\,}. 

Der Spannungsdeviator bildet sich also aus dem Spannungstensor abzüglich der mittleren wirkenden Normalspannung.
Der Druck im Körper ist die negative mittlere Normalspannung, {\displaystyle p=-\sigma _{m}}, denn positiver Druck wirkt komprimierend während eine positive mittlere Normalspannung expandierend wirkt.

## Verwendung
In der Festigkeitslehre spielt die 2. Invariante des Deviators zur Berechnung der Vergleichsspannung eine entscheidende Rolle, weil man – gerade bei metallischen Werkstoffen – durch Experimente gestützt davon ausgehen kann, dass diese nicht aufgrund eines zu hohen Drucks versagen.